# Jeff Skoll

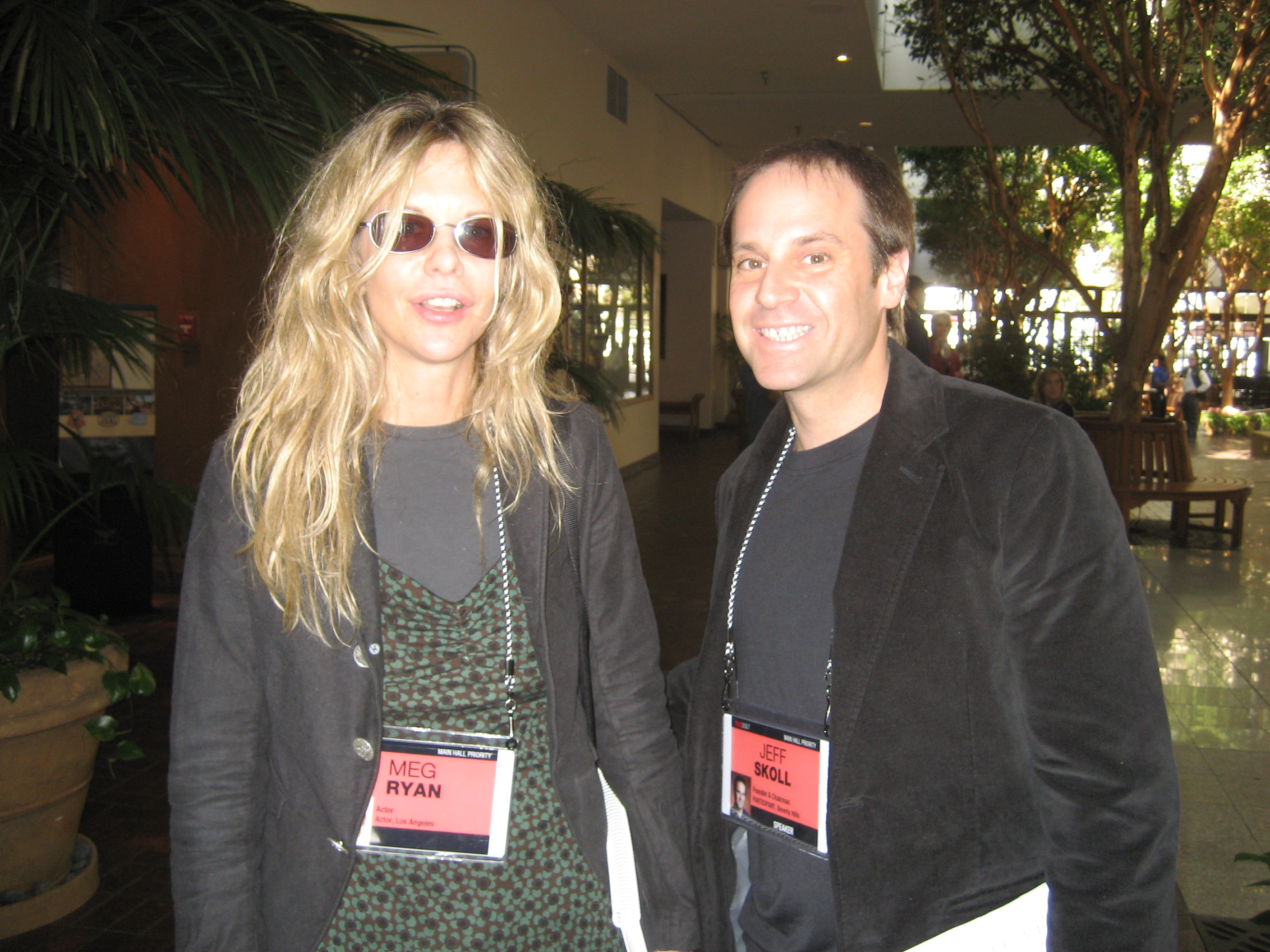
Jeff Skoll met Meg Ryan in 2007

Jeffrey Skoll (Montreal, 16 januari 1965) is een Canadese ingenieur en internetondernemer. Skoll maakte zijn fortuin op 33-jarige leeftijd, als directeur van eBay en is sindsdien actief als filantroop via de diverse organisaties, waaronder de Skoll Foundation. Daarnaast maakt zijn onafhankelijke filmbedrijf Participant Media films die gericht zijn op sociale verandering. Hij is in 2007 genaturaliseerd tot Amerikaan. Met een geschat vermogen van 3,3 miljard dollar staat hij volgens Forbes op de 134e plaats van rijkste Amerikanen en hij is tevens een van de jongste mensen die meer dan een miljard dollar hebben weggegeven.

## Jeugd
Skoll groeide op in Montreal, Canada, in een joods gezin. Zijn vader was eigenaar van een bedrijf dat handelde in chemicaliën. Op zijn dertiende verhuisde de familie naar Toronto. Een jaar later kwam zijn vader naar huis met de mededeling dat hij kanker had. Het meeste indruk op Jeff maakte zijn uitspraak dat hij niet zozeer bang was om te sterven, maar dat hij niet alles had gedaan in zijn leven, wat hij had willen doen. Jeff las veel en werd sterk beïnvloed door schrijvers als George Orwell, Aldous Huxley, Ayn Rand en James Michener. Hij vatte het plan op om financieel onafhankelijk te worden, zodat hij boeken kon schrijven die de wereld "een kleine en onderling verbonden plek" zouden doen lijken en mensen zouden inspireren om zich in te zetten voor de oplossing van de wereldproblemen. (Skoll's vader is in 2012 nog steeds in leven)

## Studie en commerciële carrière
Skoll behaalde in 1987 een bachelor in elektrotechniek van de universiteit van Toronto en startte toen, na een jaar met de rugzak over de wereld te hebben gereisd, twee bedrijfjes in Toronto: Skoll Engineering, een IT-adviesbureau; en Micro's on the Move Ltd., een computerverhuurbedrijf (toepasselijk genaamd, aldus Skoll, want mensen stalen aanhoudend de computers). In 1993 verliet hij Canada voor een vervolgstudie aan de Stanford Business School. Tijdens zijn studies werkte Skoll bij tankstations. In 1995 behaalde hij aan Stanford zijn MBA, waarna hij voor de uitgeverij Knight-Ridder Informations aan internetprojecten ging werken.

#### eBay
In augustus 1995 werd hij directeur van eBay toen hij als eerste voltijdwerknemer in dienst werd genomen door oprichter (en schrijver van eBays primaire code) Pierre Omidyar. Skoll zette in eerste instantie het bedrijfsplan op, dat ten grondslag ligt aan eBay en nam vervolgens de zakelijke kant van het bedrijf onder zijn hoede tijdens de explosieve groei in de eerste jaren. In januari 1998 volgde Meg Whitman hem op, maar hij bleef aan als vicepresident. In 1998 nam hij het initiatief tot de creatie van de eBay Foundation, de liefdadige tak van de firma, door die in de aanloop naar de beursintroductie in september van dat jaar, van aandelen te voorzien. Twee maanden na de beursgang van het bedrijf waren Omidyar en Skoll (die 22% van de aandelen bezat) beide miljardair. In januari 2001 verliet Skoll het bedrijf wegens rugproblemen na een ski-ongeluk, maar bleef tot 2003 aan als "observer".

## Filantropische activiteiten
Om zeker te zijn dat zijn vermogen werd geïnvesteerd in zaken die hij wilde ondersteunen (zoals elektrische auto's, zonnepanelen en rijstplantages in Tanzania), richtte Skoll in 2001 Capricorn Investment Group op. Deze en andere liefdadige organisaties die door hem zijn opgericht, maken deel uit van de Jeff Skoll Group. In juli 2010 tekende Skoll de Giving Pledge van Warren Buffet en Bill Gates, een verklaring die zo'n 80 Amerikaanse miljardairs hebben afgelegd, dat ze het grootste deel van hun vermogen aan goede doelen zullen schenken.

#### Skoll Foundation
In juli 1999 richtte Skoll de Skoll Foundation op, een stichting die gericht is op het ondersteunen van sociaal ondernemers, middels financiële giften (met een minimum aan administratieve rompslomp) en advies op het gebied van media en strategie. In de eerste jaren runde Skoll de stichting zelf, maar in 2000 stelde hij Sally Osberg aan als directeur. Sinds 1999 heeft De Skoll Foundation ruim 342 miljoen dollar geschonken aan sociaal ondernemers en organisaties (sept. 2012), zoals bijvoorbeeld het Afghan Institute of Learning, dat onderwijs biedt aan tienduizenden vrouwen en kinderen en dat onderwijzers en gemeenschapsleiders opleidt, of Riders for Health, een groeiende organisatie van een Brits echtpaar, die 12 miljoen mensen in 7 Afrikaanse landen toegang biedt tot gezondheidszorg, middels vervoer van gezondheidswerkers en medicijnen met motoren, die zij least aan de Afrikaanse overheden.

#### Skoll World Forum
In 2003 creëerde Skoll het Skoll Centre for Social Entrepreneurship aan de universiteit van Oxford. Zijn stichting stelt jaarlijks vijf sociale ondernemers in staat om daar MBA-cursussen te volgen voor de ontwikkeling van hun bedrijf. Sinds maart 2004 organiseert hij jaarlijks het Skoll World Forum in Oxford, met in het verleden sprekers als aartsbisschop Desmond Tutu, koningin Noor van Jordanië, Peter Gabriel, Jimmy Carter en Robert Redford. Hier worden onderwerpen belicht als best practices en nieuwe innovaties en worden mensen uit de sociale, financiële, private en publieke sectoren in met elkaar in contact gebracht met het doel de effectiviteit van hun (liefdadige) ondernemingen te vergroten en het sociaal ondernemerschap in zijn totaliteit te versterken.

#### Skoll Global Threats Fund
In april 2009 richtte Skoll het Skoll Global Threats Fund op. Dit fonds, geleid door Dr. Larry Brilliant, richt zich op hardnekkige wereldproblemen als pandemieën, klimaatverandering, het Midden-Oosten-conflict, kernwapens en waterschaarste.

## Participant Media
In januari 2004 richtte Skoll het onafhankelijke filmproductiebedrijf Participant Media op. Dit mediabedrijf in Los Angeles financiert de productie van speelfilms en documentaires waarin sociale thema's worden aangesneden die men doorgaans mijdt in Hollywood en die om die reden anders financieel niet van de grond zouden komen. Uitgangspunt voor de beslissing om tot financiering van een project over te gaan, is niet primair de vraag of het financieel rendabel zal zijn, maar hoeveel het oplevert in termen van bewustmaking, bevorderen van begrip en verruiming van wereldbeeld.
Enkele films waaraan Participant Media in het verleden werkte, zijn bijvoorbeeld Syriana (waarin gevolgen van politieke oliespelletjes voor zowel democratie als individuen filmisch aan de orde komen), Murderball (over mannen met zware handicaps, die aan keiharde topsport doen), An Inconvenient Truth (waarin Al Gore zijn verhaal deed over klimaatverandering), Charlie Wilson's War (over een Amerikaans congreslid die de Taliban wil financieren), Standard Operating Procedure (waarin hoofdrolspelers uit het Abu Graib-schandaal aan woord komen), The Cove (over de jaarlijkse afslachting van dolfijnen in een baai in Japan), Food, Inc. (over zaken die zich achter de schermen van de Amerikaanse voedingsindustrie afspelen) en The Kite Runner (waarin het menselijke gezicht van Afghanen wordt getoond en de invloed van het Talibanbewind schril in beeld wordt gebracht).
In 2012 hadden de films van Participant Media 5 Academy Awards gewonnen en waren ze 22 maal genomineerd.

## Prijzen en andere erkenning
- (1999) "Leafy Award" voor zijn bijdragen aan de technologie
- (2001) "Visionary Award" van het Software Development Forum
- (2002 en 2003) een "Outstanding Philantropist Award" van de Association of Fundraising Professionals.
- (2003) eredoctoraat van zijn alma mater, de universiteit van Toronto.
- (2003-2007) "50 Most Generous Philanthropists" van Business Week.
- (2006) "100 Most Influential People" van het tijdschrift Time.
- (2006) "Rave Award" van het tijdschrift Wired.
- (2009) "Producers Guild of America’s Visionary Award"
- (2010) "Environmental Media Corporate Responsibility Award"
- (2011) James C. Morgan "Global Humanitarian Award"
- (2010, 2009) Barron’s "25 Best Givers".
- (2010) "Ultimate Game Changer in Entertainment” van Huffington Post.
- (2011) benoeming tot officier in de Orde van Canada "voor zijn genereuze toewijding aan sociale doelen en voor zijn innovatieve uitoefening van filantropie".[4][11]